# グレッグ・ガーザ
グレッグ・ガーザ（Greg Garza 、1991年8月16日 - ）は、アメリカ合衆国・テキサス州グレイプバイン出身の元プロサッカー選手。元サッカーアメリカ合衆国代表。現役時代のポジションはDF（LSB）。

## 経歴

### 初期
テキサス州ダラス郡のグレイプバインにて、メキシコ人の父とアメリカ人の母との間に生まれた。サンパウロFCの下部組織でプレーを始め、各国のクラブアカデミーを転々とした。

### クラブ
2010年8月、ポルトガルのGDエストリル・プライアと初めてのプロ契約を締結した。
2011年12月21日、メキシコのクラブ・ティフアナに移籍。
2016年12月、2017年シーズンよりアトランタ・ユナイテッドFCにレンタルで加入することが発表された。シーズン終了後、アトランタに完全移籍。

### 代表
その出自からメキシコ代表を選ぶことも出来たが、最終的にアメリカ合衆国代表でのプレーを選んだ。2007年にはU-17代表の一員として2007 FIFA U-17ワールドカップに参加した。2014年9月3日のチェコ戦でフル代表戦初出場。2015 CONCACAFゴールドカップのハイチ戦ではゲームキャプテンを務めた。

## タイトル
クラブ・ティフアナ
- リーガMX: アペルトゥーラ2012